# Bitwa nad Sarandí
Bitwa nad Sarandí – starcie zbrojne, które miało miejsce 12 października 1825 r. w początkowej fazie wojny brazylijsko-argentyńskiej (przed jej formalnym wypowiedzeniem).
Brazylijscy dowódcy, Bento Gonçalves da Silva i Bento Manuel Ribeiro połączyli swoje siły, zbierając łącznie ok. 2200 żołnierzy. Przeciwko tej sile, nad potokiem Sarandí, płk Juan Antonio Lavalleja zgromadził ok. 2000 żołnierzy urugwajskiej milicji, między Florida i Durazno.
Walki rozpoczęły się o 9 rano, gdy kawaleria lewego skrzydła Urugwajczyków uderzyła na prawe skrzydło brazylijskie (450 piechurów i 400 jeźdźców pod komendą Gonçalvesa. Po zaciętej walce, natarcie zakończyło się sukcesem, rozpraszając siły obrońców.
Prawe skrzydło armii urugwajskiej (700 kawalerzystów wspartych przez jedno działo polowe, dca. Pablo Zufriategui) powstrzymało marsz 300 żołnierzy brazylijskich, a następnie przeszło do kontrataku. Natomiast w centrum początkowo przewagę mieli Brazylijczycy: ich obrona załamała natarcie urugwajskie; ostatecznie jednak, po wprowadzeniu przez Lavajalla rezerw, opór brazylijski się koło południa załamał, i wycofali się oni, ze stratą 200 zabitych i 630 rannych i wziętych do niewoli. Straty urugwajskie były znacznie niższe, wynosząc 35 zabitych i 90 rannych
Po bitwie, Argentyna zdecydowała się oficjalnie wypowiedzieć wojnę Brazylii (10 grudnia 1825). Urugwajczycy szybko opanowali interior, i na początku 1826 w rękach brazylijskich pozostawały jedynie Colonia del Sacramento, Maldonado i Montevideo. Rozpoczęła się też wojna na morzu, bo brazylijski admirał Rodrigo Lobo ogłosił blokadę portów argentyńskich.